# Kryzys polityczny na Ukrainie w 2008 roku
Kryzys polityczny na Ukrainie w 2008 roku – kryzys polityczny na Ukrainie, spowodowany wewnętrznym konfliktem w koalicji rządowej i przyjęciem przez parlament ustaw ograniczających kompetencje głowy państwa.
8 października 2008, po konsultacjach politycznych, prezydent Wiktor Juszczenko zdecydował się na rozwiązanie Rady Najwyższej i rozpisanie wcześniejszych wyborów. Ich datę wyznaczył na 7 grudnia 2008 roku. Później termin został przesunięty na 14 grudnia 2008 roku, a następnie na 2009 rok, mimo że zgodnie z konstytucją powinny się odbyć w 2012 roku. Ostatecznie wcześniejsze wybory nie doszły do skutku, a kryzys został zakończony w grudniu powołaniem nowej koalicji z udziałem trzech partii: Naszej Ukrainy, Bloku Julii Tymoszenko i Bloku Łytwyna.

## Przyczyny
Za główną przyczynę rozwiązania Rady uważa się konflikt między prezydentem Wiktorem Juszczenką a premier Julią Tymoszenko. Zdaniem komentatorów Juszczenko bał się, iż popularna premier Tymoszenko może utrudnić mu reelekcję. Konflikt nasilił się na przełomie sierpnia i września, gdy przedstawiciele aparatu prezydenta oskarżyli panią premier o zdradę interesów państwa i działanie na rzecz Rosji. Na początku września głosami frakcji BJuT, Partii Regionów i KPU parlament uchwalił zmiany w ustawach, ograniczające uprawnienia prezydenta. W tej sytuacji przewodniczący Rady Najwyższej Arsenij Jaceniuk podał się do dymisji. Nawet uchylenie przez parlament głosami BJuT wcześniejszych postanowień nie złagodziło sytuacji. Polityczne negocjacje zakończyły się fiaskiem.

## Reakcje i protesty
Decyzję o rozwiązaniu Rady skrytykowali liderzy części partii wchodzących w skład NU-NS. Deputowany NU-NS Borys Tarasiuk oświadczył, że decyzja zapadła w bezpośrednim otoczeniu Wiktora Juszczenki, bez konsultacji z liderami ugrupowań wchodzących w skład bloku. Natomiast 9 października 2008 deputowani Bloku Julii Tymoszenko zablokowali trybunę parlamentu uniemożliwiając forsowanie ustaw w sprawie nowych wyborów.
BJuT rozpoczął sądową batalię o unieważnienie dekretu prezydenta o rozpisaniu przedterminowych wyborów. To na ich prośbę sędzia kijowskiego okręgowego sądu administracyjnego orzekł, że dekret prezydenta jest nieważny. Sprawą sędziego zajęła się prokuratura. Miała zbadać, czy nie nadużył on swoich uprawnień, zajmując się sprawą, w której - jak dowodził m.in. ukraiński minister sprawiedliwości Mykoła Oniszczuk miał prawo wypowiadać się jedynie Sąd Konstytucyjny.
Na wszelki wypadek kancelaria prezydenta postanowiła jednak odwołać się od orzeczenia sądu okręgowego. Stosowne odwołanie trafiło do sądu apelacyjnego w Kijowie. Nie pomogła okupacja budynku sądu przez zwolenników Julii Tymoszenko. Sąd zażalenie otrzymał, ale wyroku nie zdążył wydać, gdyż został zdymisjonowany przez prezydenta.
Ostatecznie rząd zgodził się na sfinansowanie wyborów, lecz pod koniec października parlament odrzucił niezbędne zmiany w budżecie.

## Zakończenie kryzysu
Kryzys został rozwiązany przez utworzenie nowej koalicji z udziałem Bloku Łytwyna. 9 grudnia 2008 Wołodymyr Łytwyn został wybrany na przewodniczącego Rady. Łytwyn stwierdził wówczas, że obecnie "sprawa przedterminowych wyborów nie stoi już na porządku dziennym". "Parlament będzie teraz pracował" - oświadczył. Wcześniejsze wybory parlamentarne ostatecznie nie odbyły się.

## Sondaże przedwyborcze
Poparcie dla partii politycznych w czasie kryzysu, w miesiącach poprzedzających planowane wybory parlamentarne.
| Partia / blok                         | Narodowy Instytut Badań Strategicznych (21.10.2008) | Centrum im. Razumkowa (28.10.2008) |
| ------------------------------------- | --------------------------------------------------- | ---------------------------------- |
| Partia Regionów                       | 20,7%                                               | 28,3%                              |
| Blok Julii Tymoszenko                 | 19,5%                                               | 27,5%                              |
| Nasza Ukraina                         | 7,3%                                                | 5,7%                               |
| Komunistyczna Partia Ukrainy          | 5,2%                                                | 7,8%                               |
| Blok Łytwyna                          | 6%                                                  | 6,9%                               |
| Ogólnoukraińskie Zjednoczenie Swoboda |                                                     | 2,5%                               |